# HD119055
HD119055 — хімічно пекулярна зоря спектрального класу A3, що має  видиму зоряну величину в смузі V приблизно  9,4.
Вона  розташована на відстані близько 302,8 світлових років від Сонця.

## Фізичні характеристики
Зоря HD119055 обертається 
досить швидко 
навколо своєї осі. Проєкція її екваторіальної швидкості на промінь зору становить  Vsin(i)= 60км/сек.